# هيو رامزي
هيو رامزي (بالإنجليزية: Hugh Ramsay)‏ هو رسام أسترالي، ولد في 25 مايو 1877، وتوفي في 5 مارس 1906.